# خارون
خارون (به یونانی: Χάρων)، در اسطوره‌های یونان، پسر اربوس و نوکس است.
خارون قایق‌بانی است که مردگان را از رود ستوکس می‌گذراند و به هادس می‌برد. برای این کار یک اوبولوس مزد می‌گرفت. یونانیان به هنگام دفن مرده یک اوبولوس در دهان وی می‌گذاشتند تا به خارون بپردازد. زمانی که هراکلس او را مجبور کرد تا وی را به جهان زیرزمین ببرد، هادس، خارون را یک‌سال به زنجیر کشید.
وقتی مردگان وارد دنیای زیرین می‌شدند، ابتدا می‌بایست با قایقی از سیاه آب یا باتلاق آخرون عبور می‌کردند که قایقران آن، پیرمرد منحوسی بود به نام خارون که برای عبور هر نفر، یک دینار طلا (اوبولوس) می‌گرفت.
اگر مرده‌ای نمی‌توانست هزینهٔ عبورش را بپردازد به صورت روحی سرگردان درمی‌آمد که محکوم بود در کنار آخرون پرسه بزند بدون آنکه هرگز به آرامش برسد، همین سرنوشت در انتظار دفن نشدگان بود.